# Biritiba Mirim
Biritiba Mirim, amtlich portugiesisch Município de Biritiba Mirim, ist eine brasilianische Stadt im Bundesstaat São Paulo in der Metropolregion São Paulo. Im Jahr 2010 lebten in Biritiba Mirim 28.575 Menschen auf rund 317,4 km². Die Bevölkerung wurde zum 1. Juli 2018 auf 32.251 Einwohner geschätzt, die Biritibano (portugiesisch biritibano) genannt werden.

## Geschichte
Die Gemeinde wurde 1964 durch Landesgesetz gegründet.

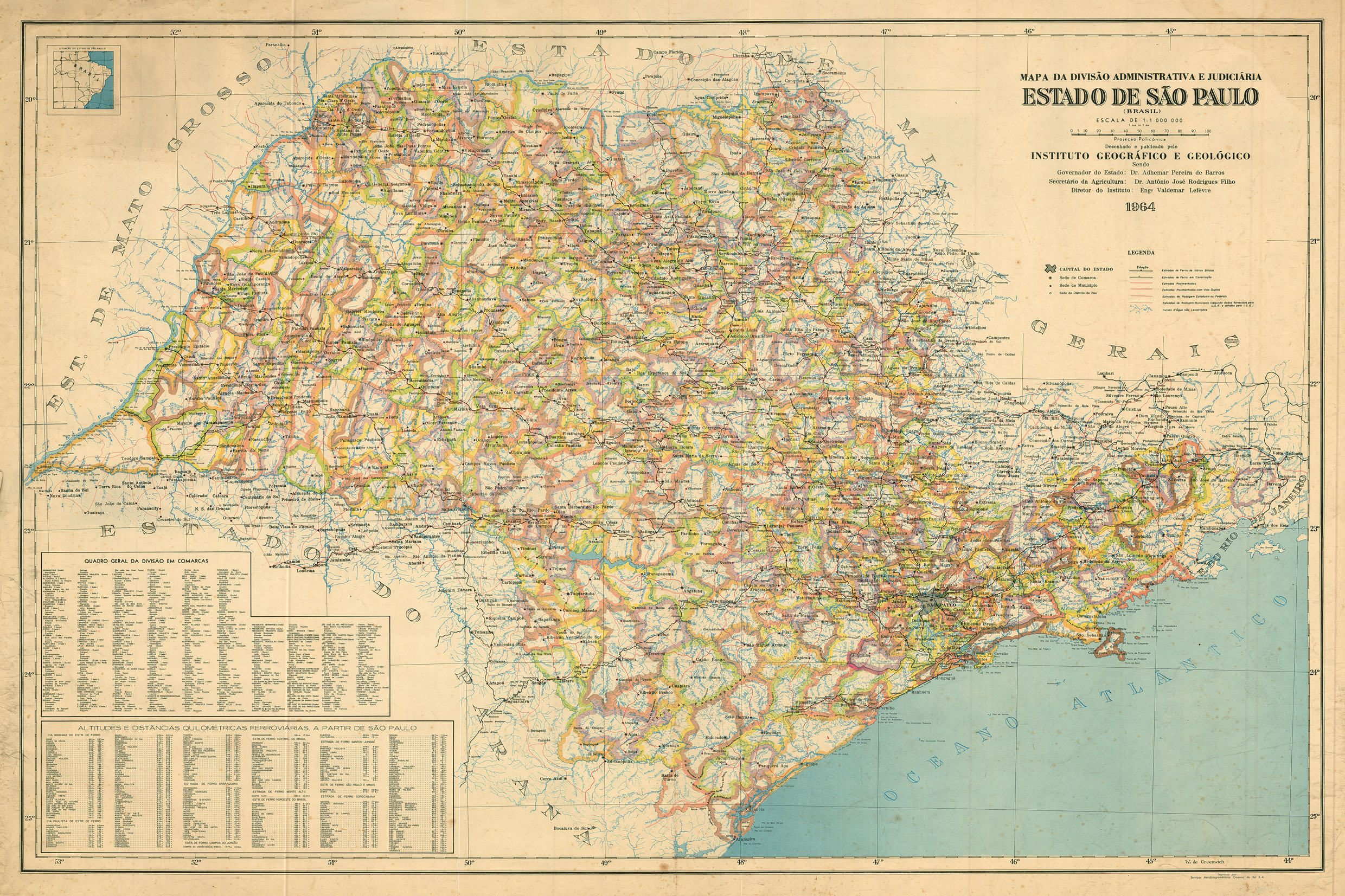
Karte des Bundesstaates São Paulo (1964).

## Stadtname
Der Name der Stadt kommt aus dem Tupí-Guaraní, von Biri (pi'ri), der Name einer in der Gegend häufigen Schilfrohrart Schnabelriede, und mirim „klein“. Biritiba Mirim bedeutet somit „Ort, an dem viele kleine Biris wachsen“. Teilweise wird auch die Schreibung Biritiba-Mirim verwendet.

## Sonstiges
Ende 2005 erließ der Bürgermeister von Biritiba Mirim, Roberto Pereira da Silva, ein Sterbeverbot für die Einwohner der Stadt. Diese Verordnung stellt eine Art satirischen Protest als Antwort auf ein nationales Gesetz dar, das den Ausbau oder die Neuanlage von Friedhöfen im Bereich empfindlicher oder bedeutsamer Umwelt verbietet. Dieses Gesetz betrifft Biritiba Mirim direkt, da auf dem städtischen Friedhof bereits alle Plätze für Gräber belegt sind.
Die Stadt liegt über einer Grundwasserquelle für etwa zwei Millionen Menschen der Stadt São Paulo und besteht teilweise aus geschützten Wäldern. Somit fällt Biritiba Mirim unter die Einschränkung des Gesetzes. Aufgrund dessen wurden unter anderem Maßnahmen ergriffen, wie die Aufteilung von Krypten und die Bestattung von Menschen unter dem Bürgersteig. Biritiba Mirim ist nicht die einzige Stadt, die von den gesetzlichen Einschränkungen betroffen ist. Mehrere Dutzend weitere Städte in der Umgebung sind mit ähnlichen Problemen konfrontiert.